# Werner Callebaut
Werner Callebaut (Mechelen, 7 oktober 1952 – Wenen, 6 november 2014) was professor aan de Universiteit Hasselt, wetenschappelijk directeur van het Konrad Lorenz Institute for Evolution and Cognition Research, redacteur en hoofdredacteur van Biological Theory, en president van The International Society for the History, Philosophy, and Social Studies of Biology.

## Biografie
Werner Callebaut doorliep de middelbare school aan het Koninklijk Atheneum Vilvoorde, België.  Tijdens zijn studies aan de Universiteit Gent , werd hij sterk beïnvloed door Leo Apostel en Etienne Vermeersch. In 1983 verkreeg hij van de Universiteit Gent een doctoraat in de filosofie met een proefschrift getiteld Contribution to a General Theory of Rationality on Evolutionary Foundations—With an Application to the Organization of Scientific Knowledge.  In 1995 werd hij filosofieprofessor aan de Universiteit Hasselt. Van 1995 tot 1999 was hij visiting fellow aan het Konrad Lorenz Institute for Evolution and Cognition Research (KLI). In 1999 verhuisde hij naar Wenen, Oostenrijk en werd scientific manager van KLI. In 2006 werd hij hoofdredacteur van Biological Theory.  In 2013 werd hij verkozen tot voorzitter van de International Society for the History, Philosophy, and Social Studies of Biology (ISHPSSB).

## Taking the Naturalistic Turn
Voor Taking the naturalistic turn, or how real philosophy of science is done, uit 1993 interviewde Callebaut een aantal wetenschapsfilosofen over de sleutelconcepten van de wetenschapsfilosofie. Hij verwerkte de interviews door ze in elkaar te weven tot een soort conversaties tussen de geïnterviewden waardoor het geheel meer dynamisch en leesbaarder werd.